# Székely
Székely (phát âm tiếng Hungary: [ˈseːkɛj]), còn được gọi là Szekler (tiếng Hungary: székelyek, tiếng Romania: Secui, tiếng Đức: Szekler, tiếng Latinh: Siculi) là một phân nhóm  người Hungary chủ yếu sống tại Székely Land thuộc România. Một bộ phận đáng kể hậu duệ của người Székely xứ Bukovina sống ở các hạt Tolna và Baranya của Hungary và ở một số huyện tại Vojvodina, Serbia.